# سياسة ألمانيا

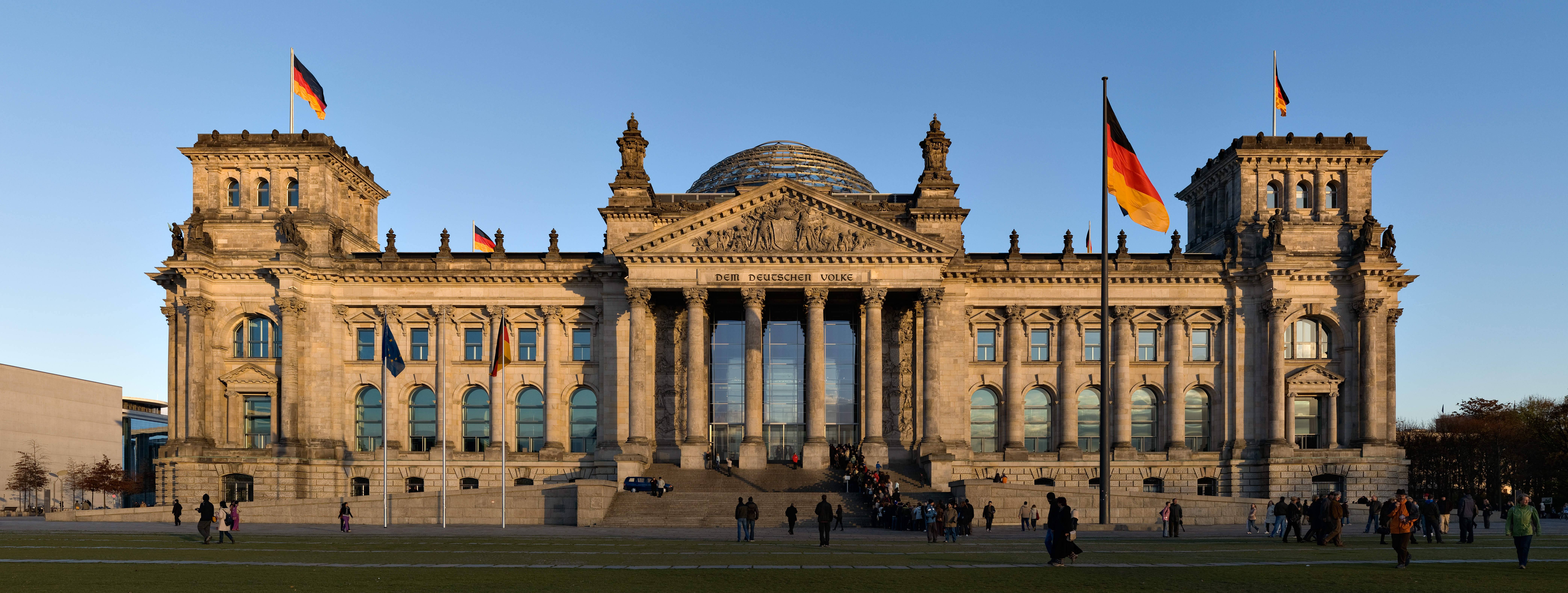
مبنى البرلمان «البوندستاغ» برلين (وكان اسمه الرايخستاغ قبل الحرب).

ألمانيا جمهورية برلمانية ديمقراطية اتحادية، تناط فيها السلطة التشريعية الفيدرالية إلى البوندستاغ (البرلمان الألماني) والبوندسرات (الهيئة التمثيلية للولايات، الولايات الإقليمية في ألمانيا).
منذ عام 1949، سيطر حزب الاتحاد الديمقراطي المسيحي والحزب الاشتراكي الديمقراطي الألماني على النظام الفيدرالي. القضاء الألماني مستقل عن السلطتين التنفيذية والتشريعية، في حين أنه من الشائع أن يكون الأعضاء القياديون في السلطة التنفيذية أعضاءً في الهيئة التشريعية أيضًا. وُضع النظام السياسي في دستور عام 1949، Grundgesetz (القانون الأساسي)، والذي ظل ساريًا مع تعديلات طفيفة بعد إعادة توحيد ألمانيا عام 1990.
يؤكد الدستور على حماية الحرية الفردية في قائمة واسعة من حقوق الإنسان والحقوق المدنية ويقسم السلطات بين كل من المستوى الاتحادي ومستوى الولايات وبين السلطات التشريعية والتنفيذية والقضائية.
كانت ألمانيا الغربية عضوًا مؤسسًا في المجموعة الأوروبية عام 1958، والتي أصبحت الاتحاد الأوروبي في عام 1993. ألمانيا جزء من منطقة شنغن، وهي عضو في منطقة اليورو منذ عام 1999. وهي عضو في الأمم المتحدة، الناتو، مجموعة السبع ومجموعة العشرين ومنظمة التعاون الاقتصادي والتنمية.
صنفت وحدة إنتلجنس التابعة لصحيفة إيكونوميست ألمانيا على أنها ديمقراطية كاملة عام 2020.

## التاريخ

### قبل عام 1998
بداية من انتخاب كونراد أديناور في عام 1949، كان لدى جمهورية ألمانيا الاتحادية مستشارون ديمقراطيون مسيحيون لمدة 20 عامًا حتى تولى تحالف بين الاشتراكيين الديمقراطيين والليبراليين زمام الأمور. منذ عام 1982، كان الزعيم الديمقراطي المسيحي هيلموت كول مستشارًا في ائتلاف مع الليبراليين لمدة 16 عامًا. في هذه الفترة سقطت إعادة توحيد ألمانيا، في عام 1990: انضمت جمهورية ألمانيا الديمقراطية إلى الجمهورية الفيدرالية. في أراضي ألمانيا الديمقراطية السابقة، أسِس أو أعيد تأسيس خمس ولايات. اتحد شطرا برلين في دولة واحدة.
ظل النظام السياسي للجمهورية الاتحادية دون تغيير إلى حد ما. سُمح لأحكام محددة لجمهورية ألمانيا الديمقراطية السابقة من خلال معاهدة التوحيد بين الجمهورية الاتحادية وجمهورية ألمانيا الديمقراطية قبل يوم التوحيد في 3 أكتوبر 1990. ومع ذلك، شهدت ألمانيا في نظامي الحزب المتميزين التاليين: ظل حزب الخضر والليبراليين في الغالب ازدهرت أحزاب ألمانيا الغربية، بينما في الشرق حزب الدولة الاشتراكية السابق، الذي يسمى الآن PDS، ازدهر جنبًا إلى جنب مع الديمقراطيين المسيحيين والديمقراطيين الاجتماعيين.

### 1998-2005
بعد 16 عامًا من التحالف المسيحي الليبرالي بقيادة هيلموت كول، فاز الحزب الديمقراطي الاجتماعي الألماني جنبًا إلى جنب مع حزب الخضر في انتخابات البوندستاغ عام 1998. وضع نائب رئيس الحزب الديمقراطي الاشتراكي غيرهارد شرودر نفسه كمرشح وسطي، على عكس رئيس الحزب الاشتراكي الديمقراطي اليساري أوسكار لافونتين. تضررت حكومة كول في استطلاعات الرأي من تباطؤ النمو الاقتصادي في الشرق في العامين السابقين، والبطالة المرتفعة باستمرار. كان هامش النصر النهائي مرتفعًا بما يكفي للسماح بتحالف «أحمر-أخضر» من الحزب الديمقراطي الاجتماعي مع تحالف 90 /الخضر، ما أدى إلى تشكيل حزب الخضر حكومة وطنية لأول مرة.
أدت المشاكل الأولية للحكومة الجديدة، والتي تميزت بنزاعات سياسية بين الجناحين اليساريين المعتدلين والتقليديين للحزب الاشتراكي الديمقراطي، إلى استياء بعض الناخبين. ترك لافونتين الحكومة (ولاحقًا حزبه) في أوائل عام 1999. فاز حزب الاتحاد الديمقراطي المسيحي في بعض انتخابات الولاية المهمة، لكنه تعرض في عام 2000 لفضيحة تبرع للحزب من سنوات كول. نتيجة لأزمة الاتحاد الديمقراطي المسيحي، أصبحت أنجيلا ميركل رئيسة.
جرت الانتخابات التالية للبوندستاغ في 22 سبتمبر 2002. قاد غيرهارد شرودر ائتلاف الحزب الاشتراكي الديمقراطي وحزب الخضر للفوز بأحد عشر مقعدًا على منافسي الحزب الديمقراطي المسيحي برئاسة إدموند شتويبر. يُستشهد عمومًا بثلاثة عوامل مكنت شرودر من الفوز في الانتخابات على الرغم من معدلات الموافقة الضعيفة قبل بضعة أشهر واقتصاد أضعف: التعامل الجيد مع فيضان المئة عام، والمعارضة الشديدة للغزو الأمريكي للعراق عام 2003، وعدم شعبية شتويبر في الشرق، الأمر الذي كلف مقاعد الحزب الحاسمة هناك.
في ولايته الثانية، خسر ائتلاف الأحمر والأخضر العديد من انتخابات الولاية المهمة جدًا، على سبيل المثال في ولاية سكسونيا السفلى حيث كان شرودر رئيسًا للوزراء من عام 1990 إلى عام 1998. في 20 أبريل 2003، أعلن المستشار شرودر إصلاحات ضخمة في سوق العمل، تسمى أجندة 2010، التي خفضت استحقاقات البطالة. على الرغم من أن هذه الإصلاحات أثارت احتجاجات ضخمة، إلا أنه يُنسب إليها الآن أنها مسؤولة جزئيًا عن الأداء الاقتصادي القوي نسبيًا لألمانيا خلال أزمة اليورو وانخفاض البطالة في ألمانيا في السنوات 2006-2007.

### 2005-2009
في 22 مايو 2005، تلقى الحزب الاشتراكي الديمقراطي هزيمة مدمرة في معقله السابق، شمال الراين- فستفاليا. بعد نصف ساعة من نتائج الانتخابات، أعلن رئيس الحزب الاشتراكي الديمقراطي فرانز مونتيفيرينغ أن المستشار سيمهد الطريق لانتخابات فيدرالية جديدة.
وقد فاجأ ذلك الجمهورية، خاصة وأن الحزب الاشتراكي الديمقراطي كان أقل من 20% في استطلاعات الرأي في ذلك الوقت. أعلن الاتحاد الديمقراطي المسيحي سريعاً أن أنجيلا ميركل مرشحة ديمقراطية مسيحية لمنصب المستشارة، وتطمح لأن تكون أول مستشارة في تاريخ ألمانيا.
الجديد في انتخابات عام 2005 كان التحالف بين البديل الانتخابي الجديد للعمل والعدالة الاجتماعية ونظام التوزيع العام، الذي يخطط للاندماج في حزب مشترك. مع الرئيس السابق للحزب الاشتراكي الديمقراطي، أوسكار لافونتين عن العمل والعدالة الاجتماعية وغريغور جيزي عن نظام التوزيع العام كشخصيتين بارزتين، سرعان ما وجد هذا التحالف اهتمامًا بوسائل الإعلام والسكان. وشهدت استطلاعات الرأي في يوليو ارتفاعًا يصل إلى 12%.
في حين بدا فوز الديمقراطيين المسيحيين في مايو ويونيو 2005 أمرًا مرجحًا للغاية، إذ أعطتهم بعض استطلاعات الرأي أغلبية مطلقة، تغيرت هذه الصورة قبل فترة وجيزة من الانتخابات في 18 سبتمبر 2005.
كانت نتائج انتخابات 18 سبتمبر مفاجئة لأنها اختلفت بشكل كبير عن استطلاعات الأسابيع السابقة. حتى أن الديمقراطيين المسيحيين خسروا أصواتهم مقارنة بعام 2002، ووصلوا بصعوبة إلى المركز الأول بنسبة 35.2% فقط، وفشلوا في الحصول على أغلبية لحكومة سوداء - صفراء من ائتلاف الاتحاد الديمقراطي المسيحي / الاتحاد الاجتماعي المسيحي وحزب FDP الليبرالي. لكن ائتلاف الأحمر والأخضر فشل أيضًا في الحصول على الأغلبية، حيث خسر الحزب الاشتراكي الديمقراطي الأصوات، لكن استطلعت آراءه 34.2% وظل الخضر عند 8.1%. وصل اليسار إلى 8.7% ودخل البوندستاغ، بينما حصل الحزب الوطني الديمقراطي اليميني المتطرف على 1.6% فقط.
كانت النتيجة الأكثر ترجيحًا لمحادثات الائتلاف هي ما يسمى بالتحالف الكبير بين الديمقراطيين المسيحيين (الاتحاد الديمقراطي المسيحي / الاتحاد الاجتماعي) والحزب الاشتراكي الديمقراطي. استُبعد ثلاث تحالفات وائتلافات حزبية تضم اليسار من قبل جميع الأطراف المعنية (بما في ذلك اليسار نفسه). في 22 نوفمبر 2005، أدت أنجيلا ميركل اليمين الدستورية أمام الرئيس هورست كوهلر لمنصب المستشارة.
ساعد وجود الائتلاف الكبير على المستوى الفيدرالي على احتمالية فوز الأحزاب الصغيرة في انتخابات الولايات. منذ عام 2008، خسر الاتحاد الاجتماعي المسيحي أغلبيته المطلقة في بافاريا وشكل ائتلافًا مع الحزب الديمقراطي الحر، ولم يكن للائتلاف الكبير أغلبية في البوندسرات واعتمد على أصوات الحزب الديمقراطي الحر في قضايا مهمة. في نوفمبر 2008، أعاد الحزب الاشتراكي الديمقراطي انتخاب رئيسه المتقاعد بالفعل فرانز مونتيفيرينج وجعل فرانك فالتر شتاينماير مرشحها الرئيسي للانتخابات الفيدرالية في سبتمبر 2009.
نتيجة لتلك الانتخابات الفيدرالية، تسبب التحالف الكبير في خسائر لكلا الحزبين وانتهى. وتكبد الحزب الاشتراكي الديمقراطي أكبر خسائر في تاريخه ولم يتمكن من تشكيل حكومة ائتلافية. لم يتكبد حزب CDU / CSU سوى خسائر قليلة ولكنه وصل أيضًا إلى أدنى مستوى تاريخي جديد مع أسوأ نتيجة له منذ عام 1949. وهكذا حصلت الأحزاب الثلاثة الأصغر على مقاعد أكثر في البوندستاغ الألماني أكثر من أي وقت مضى، مع فوز الحزب الليبرالي FDP بـ 14.6% من الأصوات.

## التقسيمات الإدارية
وتتألف ألمانيا من 16 ولاية والتي يشار إليها كالدول. لكل ولاية دستورها الخاص الدولة وتتمتع بحكم شبه ذاتي فيما يتعلق تنظيمها الداخلي. بسبب الاختلافات في حجم السكان وتقسيم هذه الدول تختلف، وخاصة بين الدول المدينة (دول المدن) والدول التي تتمتع بحجم أكبر الأراضي (بلدان منطقة). لأغراض إدارية إقليمية خمس ولايات، وهي ولاية بادن فورتمبيرغ، بافاريا، هسن، شمال الراين وستفاليا وساكسونيا، تتكون من مجموع الدوائر الحكومية 22 (المقاطعات). اعتبارا من عام 2009 وتنقسم ألمانيا إلى 403 مناطق (المقاطعات) على مستوى البلديات، وهذه تتكون من 301 و 102 المناطق الريفية المناطق الحضرية.
| الولاية                | العاصمة  | المساحة (كم²) | السكان     |
| ---------------------- | -------- | ------------- | ---------- |
| بادن-فورتمبيرغ         | شتوتغارت | 35,752        | 10,717,000 |
| بافاريا                | ميونخ    | 70,549        | 12,444,000 |
| برلين                  | برلين    | 892           | 3,400,000  |
| براندنبورغ             | بوتسدام  | 29,477        | 2,568,000  |
| بريمن                  | بريمن    | 404           | 663,000    |
| هامبورغ                | هامبورغ  | 755           | 1,735,000  |
| هسن                    | فيسبادن  | 21,115        | 6,098,000  |
| ميكلينبورغ-فوربومرن    | شفيرين   | 23,174        | 1,720,000  |
| ساكسونيا السفلى        | هانوفر   | 47,618        | 8,001,000  |
| شمال الراين - وستفاليا | دوسلدورف | 34,043        | 18,075,000 |
| راينلاند - بالاتينات   | ماينز    | 19,847        | 4,061,000  |
| سارلاند                | ساربروكن | 2,569         | 1,056,000  |
| ساكسونيا               | دريسدن   | 18,416        | 4,296,000  |
| سكسونيا-أنهالت         | ماغدبورغ | 20,445        | 2,494,000  |
| شليسفغ هولسشتاين       | كييل     | 15,763        | 2,829,000  |
| تورنغن                 | إرفورت   | 16,172        | 2,355,000  |

## العلاقات الخارجية

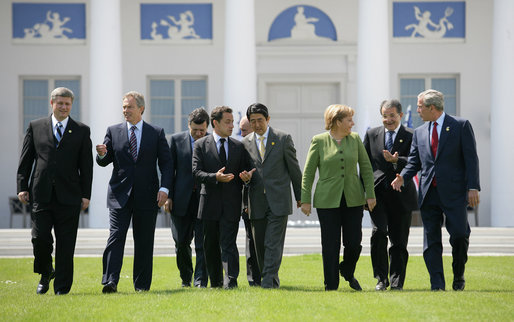
المستشار أنغيلا ميركل استضافة القمة G8 في هيليجندام

ألمانيا لديها شبكة من 229 بعثات دبلوماسية في الخارج. ويرتبط بعلاقات مع أكثر من 190 دولة. اعتبارا من عام 2011 وهي أكبر مساهم في ميزانية الاتحاد الأوروبي (توفير 20٪) والثالث أكبر مساهم في الأمم المتحدة (توفير 8٪). ألمانيا عضو في حلف شمال الأطلسي، ومنظمة التعاون الاقتصادي والتنمية (OECD)، وG8، G20، والبنك الدولي وصندوق النقد الدولي (IMF). وقد لعبت دورا قياديا في الاتحاد الأوروبي منذ بدايتها وحافظ على تحالف قوي مع فرنسا منذ نهاية الحرب العالمية الثانية. ألمانيا تسعى للمضي قدما في إنشاء السياسية الأوروبية أكثر توحدا، والدفاع، والأجهزة الأمنية.
سياسة التنمية في جمهورية ألمانيا الاتحادية هي منطقة مستقلة عن السياسة الخارجية الألمانية. وضعت من قبل الوزارة الاتحادية للتعاون الاقتصادي والتنمية (BMZ) والتي تقوم بها المنظمات المنفذة. الحكومة الألمانية ترى سياسة التنمية باعتبارها مسؤولية مشتركة للمجتمع الدولي. ومن العالم الثالث أكبر مانح للمساعدات بعد الولايات المتحدة وفرنسا.
خلال الحرب الباردة، جعل القسم الألماني من الستار الحديدي رمزا للتوترات بين الشرق والغرب وساحة السياسية في أوروبا. ومع ذلك، كان علاقات تقارب فيلي برانت عاملا رئيسيا في الانفراج من 1970. وفي عام 1999، الحكومة جيرهارد شرودر تعريف أساس جديد للسياسة الخارجية الألمانية من خلال المشاركة في القرارات الناتو المحيطة حرب كوسوفو وعن طريق إرسال قوات ألمانية إلى القتال للمرة الأولى منذ الحرب العالمية الثانية. حكومتي ألمانيا والولايات المتحدة حليفتان سياسية وثيقة. وقد وضعت خطة مارشال عام 1948 والعلاقات الثقافية القوية رابطة قوية بين البلدين، على الرغم من شرودر اقترح المعارضة الصوتية لحرب العراق نهاية الأطلنطي والتبريد النسبية للعلاقات الألمانية الأمريكية وأيضا البلدين مترابطة اقتصاديا: 8.8٪ من الصادرات الألمانية متجهة إلى الولايات المتحدة و 6.6٪ من الواردات الألمانية تنبع من الولايات المتحدة.

## وصلات خارجية
- - بوابة ألمانيا العصرية المتعددة اللغات (موقع حكومي)